# Watauinewa
Watauinewa o Watavinewa, es la deidad principal presente en la mitología Yagán. Su nombre significa " el antiguo, el viejo, el eterno, el invariable"; y también es llamado respetuosamente Hitapuan (`mi padre), o abailakin (el fuerte o poderoso). 
Frecuentemente se le dedican plegarias e invocaciones, y su culto prescribe determinados ritos de iniciación de la juventud.

## Mitología
Watauinewa, es un ser intangible, bondadoso y justiciero que mora en el cielo, lo que ha originado el término "Watauinewa sef" (el cielo de Watauinewa). Aunque no hay consenso si es el creador de todas las cosas, sí se le considera el monarca y amo de la creación, y quién proporciona los alimentos. Por ello es quien regala la vida, pero también descarga la muerte. Él ve todo lo que sucede en el mundo, y toda acción que se da en el mundo es porque él lo permite; y si lo desea, también puede detenerlo. Él es una deidad que recompensa a los humanos que hacen el bien y castiga a los humanos que hacen el mal.